# Eastern Air Express
Eastern Air Express (ehemals Hillwood Airways) ist eine Fluggesellschaft mit Sitz in Fort Worth, Texas, Vereinigte Staaten und Basis am Fort Worth Alliance Airport. Die Gesellschaft bietet VIP-Charterflüge mit spezieller luxuriöser Ausstattung der Flugzeuge an. Die Fluggesellschaft nahm im Juli 2017 ihren Betrieb auf.
Im Mai 2023 wurde die Gesellschaft von Eastern Airlines übernommen.
Die Gesellschaft wurde in Eastern Air Express umbenannt.

## Flotte
Die Flotte besteht mit Stand September 2021 aus vier Flugzeugen mit einem Durchschnittsalter von 14,8 Jahren.
Die Boeing 737-700C-Serie  bietet zwei unterschiedliche Innenkonfigurationen: 36 VIP-Sitze mit Lederbezug, darunter 8 umwandelbare Liegesitze/Betten; und eine Version mit höherer Dichte, die bis zu 94 Leder-VIP-Sitze nutzt. BBJ verfügt auch über eine Cargo-Konfiguration, die die Beförderung von Fracht mit einem Gewicht von bis zu 30.000 Pfund 
(etwa 13,5 Tonnen) ermöglicht. Mit sechs zusätzlichen Treibstofftanks kann der Hillwood Airways BBJ ohne Nachtanken bis zu 5865 Meilen 
(etwa 9500 km) geflogen werden.
| Flugzeugtyp          | aktiv | bestellt | Anmerkungen | Sitzplätze       |  |
| -------------------- | ----- | -------- | ----------- | ---------------- |  |
| Boeing 737- 700C BBJ | 1     |          |             | VIP 36 94 Fracht |  |
| Boeing 737- 700      | 3     |          |             | VIP              |  |
| Gesamt               | 4     |          |             |                  |  |